# Acide chicorique
L'acide chicorique ou acide cichorique est un acide hydroxycinnamique, le dicaféate de l'acide tartrique.
Il est présent dans les racines de Echinacea purpurea aux taux de 0,6 % à 2,1 % à l'état frais, mais décroissant rapidement lors de la préparation. L'acide chicorique fait partie des substances qui stimulent les défenses immunitaires de l'organisme,.